# Aszalay László
Szendrői Aszalay László (Leszenye, 1794. április 8. – Eger, 1869. január 29.) magyar katolikus pap, plébános, mizslei prépost, egri kanonok és táblabíró. Aszalay József (1798–1874) író, térképész és királyi helyhatósági titkár bátyja.

## Élete és munkássága
Szendrői Aszalay László 1794-ben született. 1807-ben a kalocsai piarista gimnázium keretei között folytatta iskolai tanulmányait. Ebben az időben jelent meg szintén Kalocsán a Csendes érzékenységek… Majthényi László neve napjára… unokái című munkája, mely öccsével, Aszalay József későbbi íróval és tisztviselővel közös írásban bocsátottak ki. A munka egy köszöntő beszédet és egy verset tartalmaz. Ezt követően Erdőkövesd településen tevékenykedett mint plébános. 1817-ben szentelték fel katolikus pappá. Kis idő múlva Nógrád vármegye és Heves vármegye táblabírájaként dolgozott. 1824-ben Bécsben jelentették meg Szent Istvánnak Magyarország első királyának és apostolának tiszteletére intézett beszéd című művét. 1827-ben Perczel Ádám, Hajós Sámuel, Jeszenszky György, Gindly Antal és Csapó Dániel mellett jelölték Tolna vármegye alispáni posztjára, a hivatalt viszont végül Csapó nyerte el és viselte további kilenc éven keresztül.
1847-ben volt egy pere bonyhádi Perczel Ignáccal. 1861-ben őt nevezték ki az egri kanonoki tisztségre. Ennek az alkalomnak a tiszteletére Sebestyén Gábor (1794–1864) ügyvéd, főtörvényszéki tanácsos és színműíró Alagya, melyet főtisztelendő és nagyságos szendrői Aszalay László, … ünnepélyes beiktatása alkalmára, évszámokat jelentő versekben, készített Sebestyén Gábor címmel saját elégiáját adta ki. Művét Eger városában jelentette meg 1862-ben. Közel száz darabból felépülő festőművészeti jellegű magángyűjteményét az Egri Képtár számára ajándékozta. Bartakovics Flóris, Bartakovics Béla, illetve Kovács Mihály festőművész özvegyének adományai mellett az ő ajándéka számít a képtár egyik alapjának, melynek napjainkban a Dobó István Vármúzeum ad helyet. 1869. január 29-én hunyt el Egerben. Fiát szintén Aszalay Lászlónak hívták.

## Munkái
- Csendes érzékenységek… Majthényi László neve napjára… unokái – köszöntő beszéd és vers; társszerző, bátyjával, Aszalay Józseffel. Kalocsa, 1807.
- Szent Istvánnak Magyar Ország első királyának és apostolának tiszteletére intézett beszéd. Mellyet a nemes magyar nemzet jeles ünneplése alkalmatosságával, Bétsben a tisztelendő capuczinus atyák templomában 1824-ik esztendőben Kissaszszony hovának 22-ikén tartott S. A. L. Bécs: Pichler Antal, 1824.